# Europese kampioenschappen indooratletiek 2011
De Europese kampioenschappen indooratletiek 2011 werden van 4 tot en met 6 maart 2011 gehouden in het Palais Omnisports de Paris-Bercy in Parijs, Frankrijk.

## Belgische en Nederlandse selectie

### België

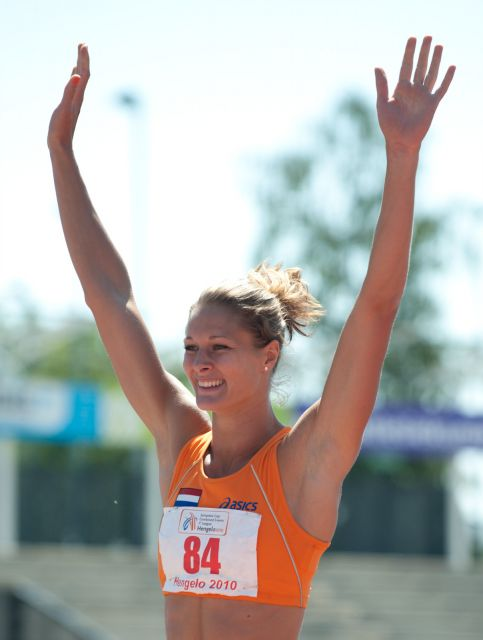
Remona Fransen hield een traditie voor Nederland in stand en veroverde eremetaal op de vijfkamp.

Sara Aerts (vijfkamp), Svetlana Bolshakova (hink-stap-springen), Kevin Borlée (4 × 400 m), Jonathan Borlée (4 × 400 m), Damien Broothaerts (60 m horden), Elisabeth Davin (60 m horden), Adrien Deghelt (60 m horden), Lindsey De Grande (1500 m), Arnaud Destatte (4 × 400 m), Nils Duerinck (4 × 400 m), Arnaud Ghislain (4 × 400 m), Antoine Gillet (4 × 400 m), Hans Van Alphen (zevenkamp), Sigrid Vanden Bempt (1500), Thomas Van Der Plaetsen (zevenkamp), Kristof Van Malderen (1500 m).

### Nederland
Bjorn Blauwhof (4 × 400 m), Wouter de Boer (1500 m), Ate van der Burgt (1500 m), Niels van Dijk (4 × 400 m), Daniël Franken (4 × 400 m), Remona Fransen (vijfkamp), Patrick van Luijk (60 m), Brian Mariano (60 m), Joeri Moerman (4 × 400 m), Youssef el Rhalfioui (4 × 400 m), Dafne Schippers (60 m), Rutger Smith (kogelstoten) *, Eelco Sintnicolaas (zevenkamp), René Stokvis (1500 m), Ingmar Vos (zevenkamp).
 *Teruggetrokken voor de start van het toernooi vanwege een blessure.

## Prestaties Belgische en Nederlandse selectie

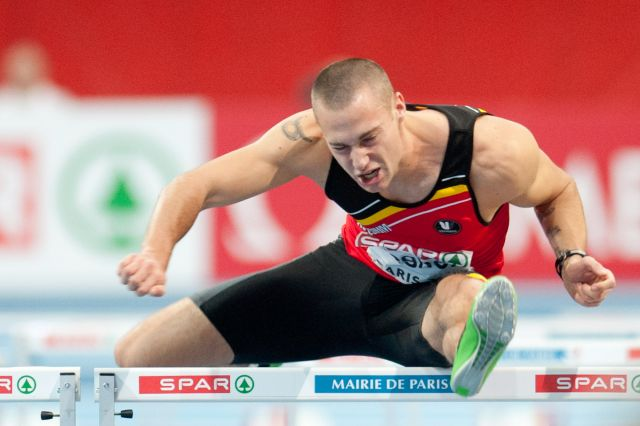
Adrien Deghelt op weg naar brons voor België op de 60 m horden.

### België
| Atleet                                                                             | Ronde                                            | Prestatie                                   | Plaats              |
| ---------------------------------------------------------------------------------- | ------------------------------------------------ | ------------------------------------------- | ------------------- |
| Lindsey De Grande (1500 m)                                                         | kwalificatie finale                              | 4.10,24 4.16,15                             | 3 6                 |
| Sigrid Vanden Bempt (1500 m)                                                       | kwalificatie finale                              | 4.12,05 -                                   | 6 -                 |
| Elisabeth Davin (60 m horden)                                                      | 1e ronde halve finale finale                     | 8,08 8,02 -                                 | 3 5 -               |
| Svetlana Bolshakova (hink-stap-springen)                                           | kwalificatie finale                              | 13,83 -                                     | 13 -                |
| Sara Aerts (vijfkamp)                                                              | 60 mH hoog kogel ver 800 m totaal                | 8,28 1,74 13,51 6,11 2.31,94 4282           | 3 8 6 14 12         |
| Kristof Van Malderen (1500 m)                                                      | kwalificatie finale                              | 3.49,85 -                                   | 8 -                 |
| Damien Broothaerts (60 m horden)                                                   | halve finale finale                              | 7,84 -                                      | 5 -                 |
| Adrien Deghelt (60 m horden)                                                       | halve finale finale                              | 7,62 7,57                                   | 3 ·                 |
| Hans Van Alphen (zevenkamp)                                                        | 60 m ver kogel hoog 60 mH polsstok 1000 m totaal | 7,20 7,26 15,26 1,94 8,30 4,90 2.37,06 5938 | 13 11 3 12 13 8 2 9 |
| Thomas Van Der Plaetsen (zevenkamp)                                                | 60 m ver kogel hoog 60 mH polsstok 1000 m totaal | 7,23 7,48 13,16 2,06 8,18 5,20 2.42,80 6020 | 15 4 14 4 10 2 9 6  |
| Jonathan Borlée, Antoine Gillet, Nils Duerinck, Kevin Borlée (4 × 400 m estafette) | finale                                           | 3.06,57                                     | Brons               |

### Nederland
| Atleet                                                                                    | Ronde                                            | Prestatie                                   | Plaats               |
| ----------------------------------------------------------------------------------------- | ------------------------------------------------ | ------------------------------------------- | -------------------- |
| Dafne Schippers (60 m)                                                                    | 1e ronde halve finale finale                     | 7,30 -                                      | 4 6 -                |
| Remona Fransen (vijfkamp)                                                                 | 60 mH hoog kogel ver 800 m totaal                | 8,64 1,92 14,09 6,07 2.16,24 4665           | 11 · 1 · 5 · 8 · 7 · |
| Wouter de Boer (1500 m)                                                                   | kwalificatie finale                              | 3.45,79 -                                   | 6 -                  |
| Ate van der Burgt (1500 m)                                                                | kwalificatie finale                              | 3.48,94 -                                   | 6 -                  |
| René Stokvis (1500 m)                                                                     | kwalificatie finale                              | 3.48,27 -                                   | 4 -                  |
| Patrick van Luijk (60 m)                                                                  | 1e ronde halve finale finale                     | 6,71 6,70 -                                 | 3 4 -                |
| Brian Mariano (60 m)                                                                      | 1e ronde halve finale finale                     | 6,68 6,60 6,64                              | 2 6                  |
| Eelco Sintnicolaas (zevenkamp)                                                            | 60 m ver kogel hoog 60 mH polsstok 1000 m totaal | 7,07 7,25 14,46 1,97 8,03 5,50 2.40,44 6175 | 7 12 10 9 3 1 5 4    |
| Ingmar Vos (zevenkamp)                                                                    | 60 m ver kogel hoog 60 mH polsstok 1000 m totaal | 6,89 7,36 13,74 2,00 8,00 4,80 2.41,91 6020 | 1 7 12 7 2 11 7 5    |
| Bjorn Blauwhof, Daniël Franken, Joeri Moerman, Youssef el Rhalfioui (4 × 400 m estafette) | finale                                           | --                                          | DQ                   |

## Medailles

### Mannen
| Onderdeel            | Goud                                                             | Goud       | Zilver                                                                     | Zilver     | Brons                                                            | Brons      |
| -------------------- | ---------------------------------------------------------------- | ---------- | -------------------------------------------------------------------------- | ---------- | ---------------------------------------------------------------- | ---------- |
| 60 m                 | Francis Obikwelu Portugal                                        | 6,53 NR    | Dwain Chambers Verenigd Koninkrijk                                         | 6,54 SB    | Christophe Lemaitre Frankrijk                                    | 6,58       |
| 400 m                | Leslie Djhone Frankrijk                                          | 45,55 NR   | Thomas Schneider Duitsland                                                 | 46,42      | Richard Buck Verenigd Koninkrijk                                 | 46,62      |
| 800 m                | Adam Kszczot Polen                                               | 1.47,87    | Marcin Lewandowski Polen                                                   | 1.48,23    | Kevin López Spanje                                               | 1.48,35    |
| 1500 m               | Manuel Olmedo Spanje                                             | 3.41,03 SB | Kemal Koyuncu Turkije                                                      | 3.41,18 NR | Bartosz Nowicki Polen                                            | 3.41,48    |
| 3000 m               | Mo Farah Verenigd Koninkrijk                                     | 7.53,00    | Hayle Ibrahimov Azerbeidzjan                                               | 7.53,32    | Halil Akkas Turkije                                              | 7.54,19    |
| 60 m horden          | Petr Svoboda Tsjechië                                            | 7,49       | Garfield Darien Frankrijk                                                  | 7,56 =PB   | Adrien Deghelt België                                            | 7,57 PB    |
| 4×400 m              | Frankrijk Marc Macedot Leslie Djhone Mamoudou Hanne Yoan Décimus | 3.06,17 NR | Verenigd Koninkrijk Nigel Levine Nick Leavey Richard Strachan Richard Buck | 3.06,47    | België Jonathan Borlée Antoine Gillet Nils Duerinck Kevin Borlée | 3.06,57 NR |
| Verspringen          | Sebastian Bayer Duitsland                                        | 8,16 m SB  | Kafétien Gomis Frankrijk                                                   | 8,03 m SB  | Morten Jensen Denemarken                                         | 8,00 m SB  |
| Hink-stap-springen   | Teddy Tamgho Frankrijk                                           | 17,92 m WR | Fabrizio Donato Italië                                                     | 17,73 m NR | Marian Oprea Roemenië                                            | 17,62 m SB |
| Hoogspringen         | Ivan Oechov Rusland                                              | 2,38 m     | Jaroslav Bába Tsjechië                                                     | 2,34 m SB  | Aleksandr Sjoestov Rusland                                       | 2.34 m PB  |
| Polsstokhoogspringen | Renaud Lavillenie Frankrijk                                      | 6,03 m NR  | Jérôme Clavier Frankrijk                                                   | 5,76 m     | Malte Mohr Duitsland                                             | 5,71 m     |
| Kogelstoten          | Ralf Bartels Duitsland                                           | 21,16 m SB | David Storl Duitsland                                                      | 20,75 m SB | Maksim Sidorov Rusland                                           | 20,55 m    |
| Zevenkamp            | Andrej Krawtsjanka Wit-Rusland                                   | 6282 NR    | Nadir El Fassi Frankrijk                                                   | 6237 PB    | Roman Šebrle Tsjechië                                            | 6178 SB    |

### Vrouwen
| Onderdeel            | Goud                                                                    | Goud       | Zilver                                                                           | Zilver     | Brons                                                                  | Brons      |
| -------------------- | ----------------------------------------------------------------------- | ---------- | -------------------------------------------------------------------------------- | ---------- | ---------------------------------------------------------------------- | ---------- |
| 60 m                 | Olesja Povch Oekraïne                                                   | 7,13       | Marija Rjemjen Oekraïne                                                          | 7,15       | Ezinne Okparaebo Noorwegen                                             | 7,20       |
| 400 m                | Denisa Rosolová Tsjechië                                                | 51,76 PB   | Olesja Forsjeva Rusland                                                          | 51,80      | Ksenia Zadorina Rusland                                                | 52,03      |
| 800 m                | Jevgenia Zinoerova Rusland                                              | 2.00,19    | Jennifer Meadows Verenigd Koninkrijk                                             | 2.00,50    | Joelia Roesanova Rusland                                               | 2.00,80    |
| 1500 m               | Jelena Arzjakova Rusland                                                | 4.13,78    | Nuria Fernández Spanje                                                           | 4.14,04    | Jekaterina Martynova Rusland                                           | 4.14,16    |
| 3000 m               | Helen Clitheroe Verenigd Koninkrijk                                     | 8.56,66    | Olesja Syreva Rusland                                                            | 8.56,69 DQ | Lidia Chojecka Polen                                                   | 8.58,30    |
| 60 m horden          | Carolin Nytra Duitsland                                                 | 7,80 PB    | Tiffany Ofili Verenigd Koninkrijk                                                | 7,80 NR    | Christina Vukicevic Noorwegen                                          | 7,83 NR    |
| 4×400 m              | Rusland Ksenia Zadorina Ksenia Vdovina Jelena Migoenova Olesja Forsjeva | 3.29,34    | Verenigd Koninkrijk Kelly Sotherton Lee McConnell Marilyn Okoro Jennifer Meadows | 3.31,36    | Frankrijk Muriel Hurtis-Houairi Laetitia Denis Marie Gayot Floria Guei | 3.32,16    |
| Verspringen          | Darja Klisjina Rusland                                                  | 6,80 m     | Naide Gomes Portugal                                                             | 6,79 m SB  | Joelia Pidloezjnaja Rusland                                            | 6,75 m PB  |
| Hink-stap-springen   | Simona La Mantia Italië                                                 | 14,60 m PB | Olesja Zabara Rusland                                                            | 14,45 m SB | Dana Veldáková Slowakije                                               | 14,39 m SB |
| Hoogspringen         | Antonietta Di Martino Italië                                            | 2.01 m     | Ruth Beitia Spanje                                                               | 1,96 m SB  | Ebba Jungmark Zweden                                                   | 1,96 m PB  |
| Polsstokhoogspringen | Anna Rogowska Polen                                                     | 4,85 m NR  | Silke Spiegelburg Duitsland                                                      | 4,75 m     | Kristina Gadschiew Duitsland                                           | 4,65 m     |
| Kogelstoten          | Anna Avdejeva Rusland                                                   | 18,70 m    | Christina Schwanitz Duitsland                                                    | 18,65 m    | Josephine Terlecki Duitsland                                           | 18,09 m PB |
| Vijfkamp             | Antoinette Nana Djimou Frankrijk                                        | 4723 NR    | Austra Skujytė Litouwen                                                          | 4706 SB    | Remona Fransen Nederland                                               | 4665 PB    |

### Medailleklassement
| Plaats | Land                | Goud | Zilver | Brons | Totaal |
| 1      | Rusland             | 6    | 3      | 6     | 15     |
| 2      | Frankrijk           | 5    | 4      | 2     | 11     |
| 3      | Duitsland           | 3    | 4      | 3     | 10     |
| 4      | Verenigd Koninkrijk | 2    | 4      | 1     | 7      |
| 5      | Polen               | 2    | 1      | 2     | 5      |
| 6      | Tsjechië            | 2    | 1      | 1     | 4      |
| 7      | Italië              | 2    | 1      | 0     | 3      |
| 8      | Spanje              | 1    | 2      | 1     | 4      |
| 9      | Oekraïne            | 1    | 1      | 0     | 2      |
| 9      | Portugal            | 1    | 1      | 0     | 2      |
| 11     | Wit-Rusland         | 1    | 0      | 0     | 1      |
| 12     | Turkije             | 0    | 1      | 1     | 2      |
| 13     | Azerbeidzjan        | 0    | 1      | 0     | 1      |
| 13     | Litouwen            | 0    | 1      | 0     | 1      |
| 15     | België              | 0    | 0      | 2     | 2      |
| 15     | Noorwegen           | 0    | 0      | 2     | 2      |
| 17     | Denemarken          | 0    | 0      | 1     | 1      |
| 17     | Nederland           | 0    | 0      | 1     | 1      |
| 17     | Roemenië            | 0    | 0      | 1     | 1      |
| 17     | Slowakije           | 0    | 0      | 1     | 1      |
| 17     | Zweden              | 0    | 0      | 1     | 1      |
| Totaal | Totaal              | 26   | 26     | 26    | 78     |